# Bilistage
Bilistage fou un rei dels ilergets.
Apareix esmentat el 195 aC durant la revolta de 197 aC quan els seus ambaixadors van demanar una força de 3.000 homes a Marc Porci Cató Censorí, car els ilergets van quedar molt afeblits per la revolta d'Indíbil i Mandoni.